# Simeon Olcott
Simeon Olcott, född 1 oktober 1735 i Bolton, Connecticut, död 22 februari 1815 i Charlestown, New Hampshire, var en amerikansk jurist och politiker (federalist). Han representerade delstaten New Hampshire i USA:s senat 1801-1805.
Olcott utexaminerades 1761 från Yale. Han studerade sedan juridik och inledde sin karriär som advokat i New Hampshire. Han tillträdde 1773 en domarbefattning och gjorde därefter en lång karriär som domare i olika domstolar i New Hampshire.
Senator Samuel Livermore avgick 1801 och efterträddes av Olcott. Han efterträddes i sin tur 1805 av Nicholas Gilman. Olcott avled 1815 och gravsattes på Forest Hill Cemetery i Charlestown.